# TAD Corporation
TAD Corporation är en japansk spelutvecklare, främst av arkadspel. Företaget grundades av Data Easts utrikeschef runt 1988 och lades ned år 1993. I egenskap av mindre firma fick TAD förlita sig på andra företag för marknadsföring och tillverkning, främst Taito. Avhoppare från TAD grundade firman Mitchell.

## Spel
- Toki
- Cabal
- Blood Brothers